# Новоукраїнка (Вознесенський район)
Новоукраї́нка — село в Україні, у Дорошівській сільській громаді Вознесенського району Миколаївської області. Населення становить 181 осіб. Колишній орган місцевого самоврядування — Щербанівська сільська рада.